# Beausoleil
Beausoleil é uma comuna francesa na região administrativa da Provença-Alpes-Costa Azul, no departamento dos Alpes Marítimos.